# Kirchgasse 2 (Bad Kissingen)

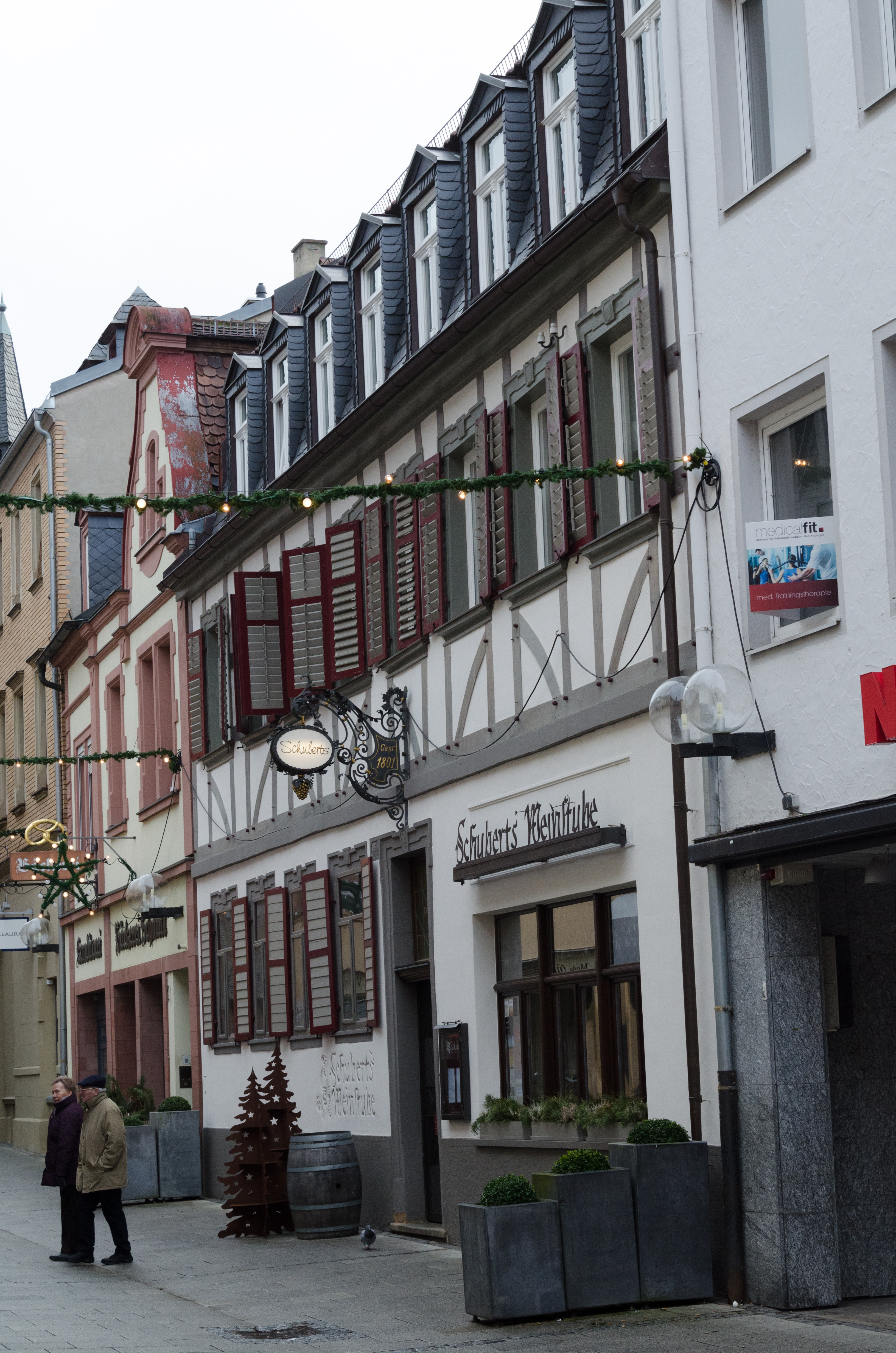
Kirchgasse 2 in Bad Kissingen.

Der Kiosk, Kirchgasse 2, in Bad Kissingen, der Großen Kreisstadt des unterfränkischen Landkreises Bad Kissingen, gehört zu den Bad Kissinger Baudenkmälern und ist unter der Nummer D-6-72-114-31 in der Bayerischen Denkmalliste registriert.

## Geschichte
Der zweigeschossige Traufseitbau mit Mansarddach entstand im Jahr 1801. Die geohrte Fensterrahmung mit herausgearbeitetem Keilstein ist ein der Entstehungszeit des Anwesens entsprechendes spätbarockes Element. Eher untypisch ist das Scheinfachwerk des Obergeschosses.
Im Jahr 1893 ging aus der im Anwesen befindlichen Backstube Schubert die heutige Weinstube Schubert hervor. Aus dem gleichen Jahr stammt die heutige historische Ausstattung der Weinstube.
Die Weinstube wurde oft von Maler Adolph von Menzel besucht, der mehrfach in Bad Kissingen zur Kur weilte. Bei einem dieser Besuche ereignete sich ein Zwischenfall, als von Menzel die Toilette aufsuchen wollte. Nachdem er auch nach einer halben Stunde noch nicht zurückgekehrt war, fand man ihn im Weinkeller leise stöhnend zwischen den Weinfässern liegend. Wie sich herausstellte, hatte von Menzel die Toilettentür mit der Tür zum Weinkeller verwechselt und war die Treppe hinuntergestürzt. Bereits eine Woche später besuchte er wieder die Weinstube und erwähnte den Vorfall nie wieder.
Bei der Erweiterung des Gästeraums im Jahr 1970 entstand in Erinnerung an den berühmten Besucher die „Menzelstube“.